# وادي فجر (الجوف)
وادي فجر هو أحد أودية شبه الجزيرة العربية، ويقع حالياً ضمن حدود السعودية. يبلغ طول الوادي 135 كم ومتوسط انحداره 1 م / كم. ينبع من الشبليات، ويصب في وادي السرحان الواقع شرق طبرجل. من أهم روافده وديان الرشيدة.